# سمامية
السَّمَامِيَّةُ أو الخُطَّف تنتمي الي رتبة السماميات، وهي فصيلة طيور تتكون من 92 نوع، وهي طيور ذات حجم بين الصغير والمتوسط، وتشتهر بالقدرة العالية على الطيران والسرعة وأجنحتها طويلة وذيلها مشقوق.

## التصنيف
Tribe Cypseloidini
- جنس Cypseloides
- جنس Streptoprocne

Tribe Collocaliini - swiftlets
- جنس ملتصقة الأعشاش
- جنس سمامة استوائية
- جنس سميمة العش العملاقة
- جنس سمامة نادرة

Tribe Chaeturini - needletails
- جنس Mearnsia
- جنس Zoonavena
- جنس Telacanthura
- جنس Rhaphidura
- جنس Neafrapus
- جنس Hirundapus
- جنس Chaetura

Tribe Apodini - typical swifts
- جنس Aeronautes
- جنس Tachornis
- جنس Panyptila
- جنس سيبسيرس
- جنس تشمربيتس ، Tachymarptis
- جنس سمامة (جنس) ، Apus